# Oechalia schellenbergii
Oechalia schellenbergii ist eine Wanzenart aus der Unterfamilie Asopinae, die zur Familie der Baumwanzen (Pentatomidae) zählt.  

## Merkmale
Die graubraunen Wanzen besitzen ein sehr variables Aussehen. Sie besitzen an den Seiten des Halsschildes jeweils einen spitzen Dorn. Das untere Ende des Schildchens (Scutellum) ist hell gefärbt.
Die Körperlänge variiert zwischen 7,5 und 12 Millimeter.

## Vorkommen
Oechalia schellenbergii ist eine der am weitesten verbreiteten räuberischen Insekten in Australien (einschließlich Tasmanien), in Neuseeland und in Polynesien. Die Wanzenart ist auf verschiedenen Südseeinseln im südlichen Pazifik vertreten. Hierzu zählen Fidschi, Kiribati, Wake, die Pitcairninseln, die Gesellschaftsinseln und der Tuamotu-Archipel.

## Lebensweise

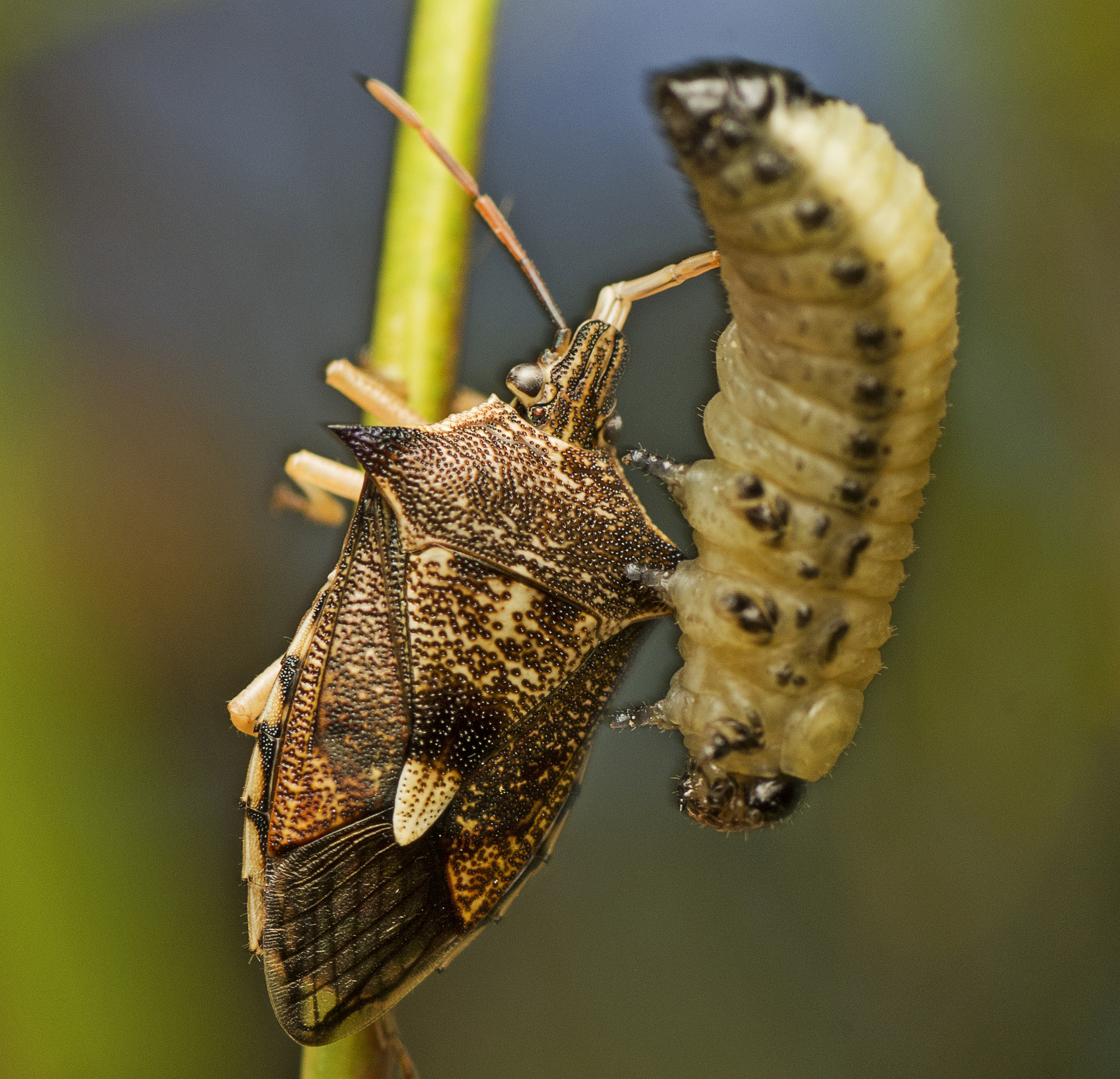
Oechalia schellenbergii mit Beute

Die Wanzen ernähren sich räuberisch von Gliederfüßern. Zu den Beutetieren gehören Schmetterlingsraupen wie die Baumwoll-Kapseleule (Helicoverpa armigera), Helicoverpa punctigera, Loxostege affinitalis, Selidosema suavis, Anomis planalis, Earias huegeli, Phalaenoides glycine, Papilio anactus, Levuana iridescens und der Kleine Kohlweißling (Pieris rapae).
Ferner erbeuten die Wanzen Blattkäfer und deren Larven. Zu den betroffenen Käferarten zählt Chrysolina gemellata, Chrysolina hyperici, Chrysolina quadrigemina, Paropsis charybdis und Poneridia semipullata.
Man findet die Wanzen in den Sommermonaten Dezember bis Februar häufig in Baumwollfeldern. Die Weibchen legen in ihrem Leben etwa 200 Eier ab. Die Entwicklung beginnend mit der Eiablage bis zur ausgewachsenen Wanze dauert ungefähr 3 Wochen.

## Taxonomie
Aus der Literatur sind folgende Synonyme bekannt:
- Pentatoma consociale Boisduval, 1835
- Pentatoma schellenbergi Guérin-Méneville, 1831